# Преображенское (Адыгея)
Преображенское (адыг. Цуукӏэй) — село в Красногвардейском районе Республики Адыгеи России. Относится к Белосельскому сельскому поселению.

## География
Расположен в 4 км северо-западнее центра сельского поселения села Белого, в 6,5 км к юго-востоку от районного центра села Красногвардейского, на федеральной автодороге А-160.

## История
Основано в 1911 году. С 1925 по 1929 годы — районный центр Преображенского района Адыгейской (Черкесской) АО.

## Население
| 2002  | 2010  | 2013  | 2014  | 2015  | 2016  | 2017  |
| ----- | ----- | ----- | ----- | ----- | ----- | ----- |
| 1444  | ↘1386 | ↗1426 | ↗1460 | ↘1444 | ↘1441 | ↘1433 |
| 2018  | 2019  | 2020  | 2021  | 2023  | 2024  |       |
| ↗1469 | ↗1504 | ↗1535 | ↗1576 | ↘1562 | ↗1568 |       |

В 2002 году национальный состав населения был следующим: 52% — курды, 43% — русские, 9% — остальные.

По данным Всероссийской переписи 2021 года:
| Народ               | Численность, чел. | Доля от всего населения, % |
| ------------------- | ----------------- | -------------------------- |
| курды               | 1 043             | 66,18 %                    |
| русские             | 319               | 20,24 %                    |
| другие / не указано | 214               | 13,58 %                    |
| всего               | 1 576             | 100,0 %                    |

## Улицы
| - Горького, - Заводская, - Калинина, - Кирпичная, - Коллективная, - Коминтерна, - Космонавтов, | - Котовского, - Красногвардейская, - Ленина, - Механизаторов, - Мира, - Пушкина, - Северная, | - Советская, - Фрунзе, - Чапаева, - Школьная, - Шовгенова, - Шоссейная, - Южная. |